# پرتو کششی

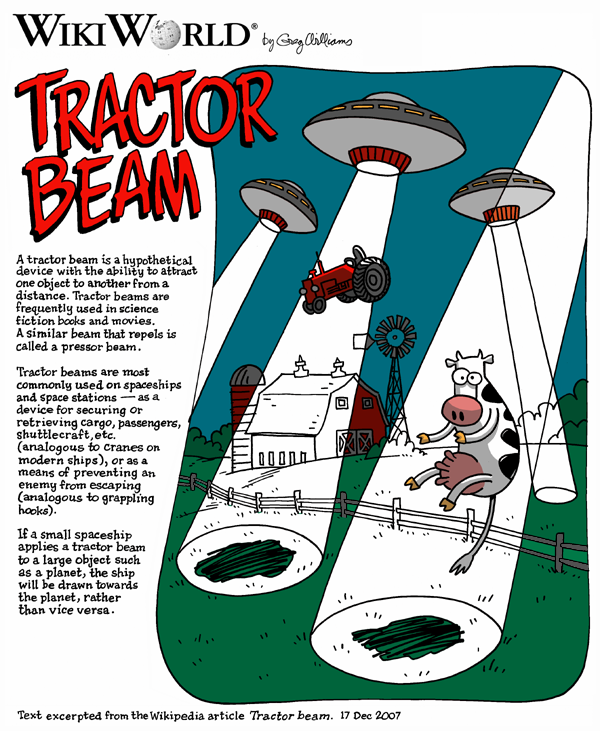
یک داستان مصور که در آن پرتوهای کششی نمایش داده‌شده‌اند.

پَرتو کِشِشی (به انگلیسی: Tractor Beam) نام دستگاهی تخیلی در داستان‌های علمی-تخیلی است که می‌تواند جسمی را از فاصله‌ای دور به سوی خود بکشد.
در جهان واقعی تنها در سطح میکروسکوپی پدیده مشابهی وجود دارد (انبرک نوری را ببینید).
در داستان‌های پیشتازان فضا پرتوهای کششی به صورت پرتوهای گرانشی خطی هستند که توسط ستاره‌پیماها و ایستگاه‌های فضایی برای کنترل حرکت و جابه‌جایی اجسام خارجی استفاده می‌شود.
پرتو کششی در پیرامون ناوهای فضایی دیگر یک تنش محیطی ایجاد می‌کند که به‌وسیلهٔ آن می‌تواند ناو مربوطه را ثابت نگه داشته یا حرکت آن را کنترل کند.
پرتوهای کششی در داستان‌های پیشتازان فضا معمولاً در سرعت‌های زیر سطح فرانور به کار می‌روند.